# William Lehman
William Lehman est un footballeur international américain, né le 20 décembre 1901 à Saint Louis (Missouri) et mort en janvier 1979. Évoluant au poste de défenseur de la fin des années 1920 à la fin des années 1930, il dispute avec la sélection américaine la Coupe du monde 1934.

## Biographie

### Club
Lehman joue pour Wellstones durant la saison 1928-1929 de St. Louis Soccer League. En 1929, il rejoint les Hellrungs. En 1931, l'équipe devient les Stix, Baer and Fuller F.C.. En 1934, Lehman et son club gagnent leur deuxième titre consécutif de National Challenge Cup. Cette année, St. Louis Central Brewery devient le nouveau sponsor de l'équipe. Breweries gagne l'Open Cup 1935. Après la victoire, l'équipe devient les St. Louis Shamrocks et quittent la SLSL.

### Sélection
Après leur victoire en Open Cup 1934, de nombreux joueurs de la SBF, dont Lehman, sont sélectionnés en équipe américaine au mondial 1934. Lehman joue son premier match en qualifications contre le Mexique (victoire 4-1).